# NGC 620
NGC 620 je galaksija u zviježđu Andromeda.

## Vanjske poveznice
- SEDS: NGC 0620